# Limone sul Garda
Limone sul Garda är en ort och en kommun vid Gardasjön i provinsen Brescia i Lombardiet, Italien. Kommunen hade 1 160 invånare (2018) och gränsar till kommunerna Malcesine, Ledro, Riva del Garda och Tremosine sul Garda.